# 舍密開宗
《舍密開宗》（日语：／ Seimi Kaisō）是日本首部成體系的化學書，由宇田川榕菴所著。全書分內篇18卷與外篇3卷，1837年至1847年發行。

## 概要
書名中的「舍密」為荷蘭語的音譯，意為化學，「開宗」則是指開闢通往根源之道路。整個書名相當於現今用語的「化學入門」、「化學概論」。
《舍密開宗》參考許多荷蘭語書籍編寫，以威廉·亨利原著的荷蘭語譯本為主。榕菴不是單純翻譯亨利的著作，而是比較了多部書籍的觀點。此外榕菴亦是出色的實驗家，有親自實驗並加以考察，展開綜合探討。這些事實表明《舍密開宗》不是單純的翻譯書，而是包含許多榕菴獨自考察結果的化學書。
榕菴在翻譯過程中創造了許多當時尚未存在的化學用語，其中酸素（氧）、水素（氢）、窒素（氮）、炭素（碳）等元素名與酸化（氧化）、還元（还原）、升华、溶解、飽和、結晶、分析等用語至今仍在日本日語使用。
《舍密開宗》被認為是近代化學引入日本之始。包含《舍密開宗》的「杏雨書屋藏 宇田川榕菴化學關係資料」獲日本化学会認定為化學遺產第001號，包含該書編寫相關資料的「早稻田大学藏 宇田川榕菴化學關係資料」則獲認定為化學遺產第029號。

## 內容

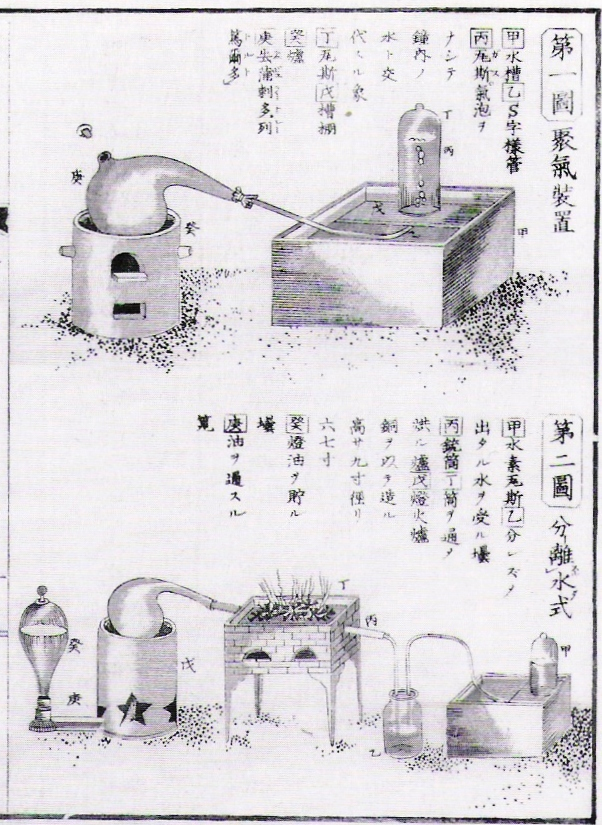
《舍密開宗》氫氣實驗圖

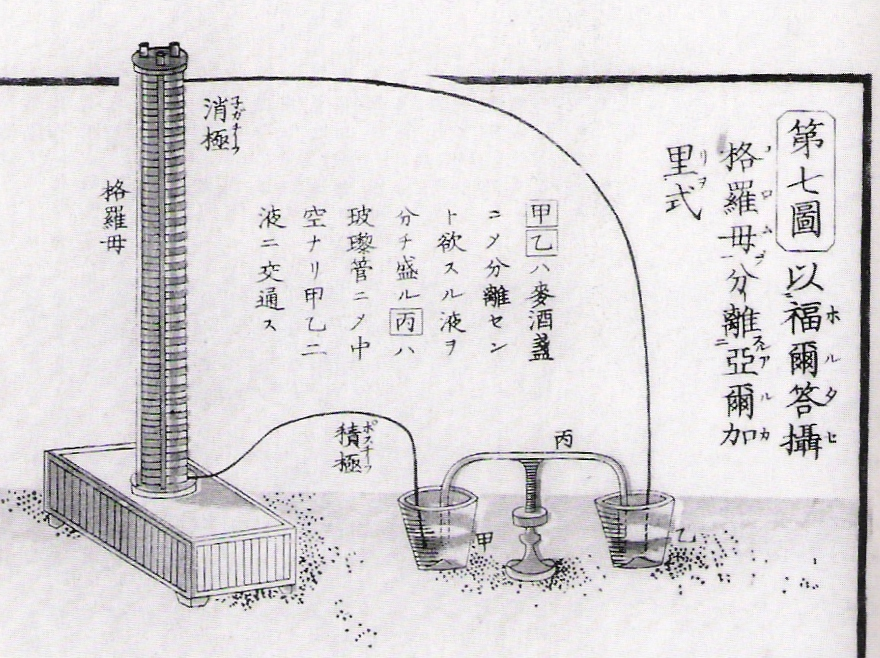
《舍密開宗》伏打电堆解說圖

《舍密開宗》分為有關物理化学、无机化合物、有机化合物的18卷內篇與詳述矿泉分析法的3卷外篇。當時物理化學與有機化學尚未完全成體系，該書內容大部分為無機化合物的性質、反應與分析。榕菴還以在各地礦泉定性分析的業績聞名。

## 《舍密開宗》使用的資料
英國化學家威廉·亨利1799年出版的經約翰·巴爾托洛梅烏斯·特羅姆斯多夫翻譯增補為德語譯本，德語譯本荷蘭的阿道弗斯·伊派翻譯增補為荷蘭語譯本（依氏舍密），荷蘭語譯本即為《舍密開宗》的基礎。
《舍密開宗》在此基礎上又參考了超過24種的西洋化學書，以荷蘭語書籍為主。除西洋書籍外還參考了中國書籍。

## 外部連結
- . 國立國會圖書館.   [2022-12-13]. （原始内容存档于2022-12-13）.
- . 互联网档案馆.
- . 早稻田大学.   [2022-12-13]. （原始内容存档于2019-05-29）.